# A Place Further Than the Universe
A Place Further Than the Universe (宇宙よりも遠い場所?, Sora yori mo tōi basho, lett. "Un posto più lontano dell'universo") è una serie televisiva anime prodotta da Madhouse, trasmessa in Giappone dal 2 gennaio al 27 marzo 2018. Dalla serie è stato tratto un omonimo manga serializzato in tre volumi da Kadokawa sulla rivista Comic Alive dal 27 dicembre 2017 al 27 febbraio 2019.

## Trama
La madre di Shirase è scomparsa durante una spedizione in Antartide. La ragazza, ora al secondo anno delle superiori, non ha mai accettato il lutto e sogna di poterla andare a ritrovare di persona, in quello che lei chiamava «il posto più lontano dell'universo». Il sogno sta per realizzarsi quando guadagna la somma di un milione di yen dopo molto lavoro part-time, ma perde tutto quanto per una semplice distrazione. Fortunatamente i soldi le vengono restituiti da una sua coetanea, Kimari, che siccome condivide lo stesso spirito di avventura di Shirase, viene invitata ad unirsi al suo viaggio. Nel gruppo entreranno anche Hinata e Yuzuki, e tutte e quattro prenderanno parte alla spedizione civile verso l'Antartide.

## Personaggi

### Personaggi principali
Mari Tamaki (玉木 マリ?, Tamaki Mari)
Doppiata da: Inori Minase
È una ragazza vivace, allegra e molto estroversa. Per rompere la monotonia della sua vita sogna di prendere parte a un'avventura e desidera "mettere in moto la sua gioventù". Viene soprannominata Kimari.
Shirase Kobuchizawa (小淵沢 報瀬?, Kobuchizawa Shirase)
Doppiata da: Kana Hanazawa
È una ragazza timida ma molto volenterosa. Il suo più grande desiderio è quello di andare in Antartide per ritrovare sua madre. Per realizzare il suo sogno è disposta a tutto.
Hinata Miyake (三宅 日向?, Miyake Hinata)
Doppiata da: Yuka Iguchi
Lavora part-time in un mini market e non ha bisogno di frequentare la scuola perché è un genio. Anche lei, come Kimari, è sempre di buonumore.
Yuzuki Shiraishi (白石 結月?, Shiraishi Yuzuki)
Doppiata da: Saori Hayami
È una ragazza che lavora nel mondo dello spettacolo. A causa della sua carriera e dei suoi numerosi impegni, non ha nessun'amica e ha difficoltà a relazionarsi con i suoi coetanei.

### Altri
Gin Tōdō (藤堂 吟?, Tōdō Gin)
Doppiata da: Mamiko Noto
È la direttrice della spedizione civile in Antartide. È una donna severa e intransigente che è stata amica della mamma di Shirase.
Kanae Maekawa (前川 かなえ?, Maekawa Kanae)
Doppiata da: Yōko Hikasa
È l'altra direttrice della spedizione, ha un carattere semplice e ama stare in compagnia. Come Gin, anche lei è stata amica della mamma di Shirase.
Yumiko Samejima (鮫島 弓子?, Samejima Yumiko)
Doppiata da: Lynn
Toshio Zaizen (財前敏夫?, Zaizen Toshio)
Doppiato da: Yoshitsugu Matsuoka
Dai Himi (氷見大?, Himi Dai)
Doppiato da: Jun Fukushima
Nobue Todoroki (轟信恵?, Todoroki Nobue)
Doppiata da: Kana Asumi
Yume Sasaki (佐々木夢?, Sasaki Yume)
Doppiata da: Aya Endō
Honami Yasumoto (安本保奈美?, Yasumoto Honami)
Doppiata da: Mikako Komatsu
Megumi Takahashi (高橋 めぐみ?, Takahashi Megumi)
Doppiata da: Hisako Kanemoto
Rin Tamaki (玉木 リン?, Tamaki Rin)
Doppiata da: Kaede Hondo
Tamiko Shiraishi (白石 民子?, Shiraishi Tamiko)
Doppiata da: Sayaka Ōhara
Takako Kobuchizawa (小淵沢貴子?, Kobuchizawa Takako)
Doppiata da: Ai Kayano

## Produzione
Annunciato il 2 luglio 2017 da Kadokawa all'Anime Expo, il progetto televisivo anime originale, prodotto da Madhouse e diretto da Atsuko Ishizuka, è andato in onda dal 2 gennaio al 27 marzo 2018. La composizione della serie è stata affidata a Jukki Hanada, mentre la colonna sonora è stata composta da Yoshiaki Fujisawa. Le sigle di apertura e chiusura sono rispettivamente The Girls Are Alright! di Saya e Koko kara, koko kara di Inori Minase, Kana Hanazawa, Yuka Iguchi e Saori Hayami. Gli episodi sono stati trasmessi in streaming in simulcast, anche coi sottotitoli in lingua italiana, da Crunchyroll.

### Episodi
| Nº | Titolo italiano Giapponese 「Kanji」 - Rōmaji | In onda          | In onda |
| Nº | Titolo italiano Giapponese 「Kanji」 - Rōmaji | Giapponese       |         |
| 1  | Un milione di yen per la gioventù 「青春しゃくまんえん」 - Seishun shakuman en | 2 gennaio 2018   |         |
| 1  | Kimari "Mari", un'adolescente sognatrice in cerca di avventure, trova una busta con un milione di yen. Scopre che i soldi appartengono a Shirase, una ragazza riservata della sua stessa scuola che risparmia il suo denaro per viaggiare fino in Antartide e ritrovare sua madre Takako, dispersa in una spedizione di tre anni fa. Le due ragazze diventano amiche e Shirase chiede a Kimari di venire in Antartide con lei. |                  |         |
| 2  | Kabukicho Fremantle 「歌舞伎町フリーマントル」 - Kabukichō furīmantoru | 9 gennaio 2018   |         |
| 2  | Kimari parla con Megumi, la sua amica del cuore, del viaggio che sta per intraprendere ma Megumi non si fa convincere e crede che sia un'impresa impossibile. Intanto al gruppo si aggiunge Hinata, una ragazza autonoma e molto intelligente. Le tre ragazze si organizzano con dei lavori part-time per risparmiare qualche fondo per il viaggio e chiedono di partecipare alla stessa spedizione civile di cui faceva parte Takako. Le tre cercano un modo per unirsi al gruppo ma senza risultati |                  |         |
| 3  | I follow back non si fermano 「フォローバックが止まらない」 - Forōbakku ga tomaranai | 16 gennaio 2018  |         |
| 3  | Yuzuki "Yuzu", una giovane celebrità, è incaricata di presentare video reportage sulla spedizione civile in Antartide, e dopo aver saputo delle tre amiche chiede a loro di andarci al posto suo. Yuzu non vuole andare in un posto freddo come il Polo Sud e desidera frequentare la scuola regolarmente. Sua madre (e anche manager) però non è d'accordo e chiede alle tre ragazze di convincerla, in cambio potranno andare anche loro in Antartide. Le tre ragazze dimostrano di capire i sentimenti di Yuzuki, la quale si unirà al gruppo con fiducia. |                  |         |
| 4  | Quattro bruchi 「四匹のイモムシ」 - Yonhiki no imomushi | 23 gennaio 2018  |         |
| 4  | La mamma di Kimari viene a sapere del viaggio in Antartide di sua figlia e non la prende bene, ma ormai la decisione è stata presa. Kanae e Gin, le due organizzatrici della spedizione, nonché amiche di Takako, organizzano un ritiro con le quattro protagoniste per simulare una spedizione. |                  |         |
| 5  | Dear My Friend 「Dear my friend」 | 30 gennaio 2018  |         |
| 5  | Prima della partenza, Megumi confessa a Kimari di aver sempre tentato il possibile per impedire che lei partisse per l'Antartide. La sua gelosia nei confronti delle sue nuove amiche era aumentata di giorno in giorno, così decide di rompere l'amicizia con Mari e di iniziare a vivere senza il suo appoggio. |                  |         |
| 6  | Benvenuti al Durian Show 「ようこそドリアンショーへ」 - Yōkoso Dorian Shō e | 6 febbraio 2018  |         |
| 6  | Le ragazze arrivano in Australia ma Hinata perde il suo passaporto. Siccome devono ripartire subito, lei decide di rimanere lì per ristampare il documento e partire in ritardo. Shirase però non è d'accordo e con i suoi risparmi compra dei biglietti per tutte e quattro in prima classe, posticipando la partenza di un paio di giorni. Quando Shirase ritrova il passaporto di Hinata, riesce a farsi rimborsare i biglietti di prima classe. |                  |         |
| 7  | La nave che vede l'universo 「宇宙を見る船」 - Sora o miru fune | 13 febbraio 2018 |         |
| 7  | Le ragazze si imbarcano nella Penguin Manji Go, la nave che le porterà in Antartide, e fanno conoscenza con il resto dell'equipaggio. Gin racconta a Shirase della prima spedizione civile in Antartide e della scomparsa di sua madre. |                  |         |
| 8  | Ruggenti, urlanti, stridenti 「吠えて、狂って、絶叫して」 - Hoete, kurutte, zekkyō shite | 20 febbraio 2018 |         |
| 8  | La nave finalmente salpa e le ragazze si integrano nel corpo dell'equipaggio dando una mano in cucina. Il viaggio però si rivela più difficile del previsto. Le protagoniste soffrono di mal di mare e ci mettono un po' di tempo ad abituarsi ai movimenti della nave. Quando si sentono meglio, però, in una giornata serena, riescono a scorgere in lontananza i primi iceberg dell'Antartide. |                  |         |
| 9  | Storia d'amore in Antartide (arco della tormenta) 「南極恋物語（ブリザード編）」 - Nankyoku koi monogatari (burizādo-hen) | 27 febbraio 2018 |         |
| 9  | Toshio Zaisen, un ragazzo dell'equipaggio, si innamora del comandante Gin e chiede alle ragazze più informazioni su di lei. Intanto Yumiko, un'amica di Toshio, lo prende in giro per questa sua cotta. L'unica persona più vicina al comandante Gin è Shirase, che però non ci è mai stata in confidenza. Le sue amiche, aiutate da Kanae, riescono a farle avvicinare e si perdonano a vicenda per quanto successo in seguito alla precedente spedizione. Ormai il viaggio è quasi finito e le protagoniste possono finalmente toccare il suolo dell'Antartide. Shirase è contenta e si sfoga contro chi non credeva in lei ripetendo "Alla faccia vostra..."; adesso può dimostrare di essere riuscita nel sogno in cui credeva. |                  |         |
| 10 | Amicizia parziale 「パーシャル友情」 - Pāsharu yūjō | 6 marzo 2018     |         |
| 10 | Finalmente le ragazze arrivano alla stazione Syowa e danno una mano a scaricare la nave. Yuzuki chiede alle altre di diventare amiche ufficialmente con un contratto ma Kimari, Shirase e Hinata restano stupite e le spiegano che l'amicizia è un rapporto molto più semplice. Dopo i festeggiamenti del Natale, le protagoniste si riuniscono nella stanza di Yuzuki per festeggiare il suo compleanno, un po' in ritardo. |                  |         |
| 11 | Scacciamoli con il barile 「ドラム缶でぶっ飛ばせ！」 - Doramukan de buttobase! | 13 marzo 2018    |         |
| 11 | Hinata porta ancora dentro di sé una forte delusione che le hanno dato tre compagne di scuola e che l'ha convinta a lasciare gli studi. Quando queste ragazze la contattano per chiederle di partecipare con lei al programma tv di fine anno, Hinata interrompe la comunicazione e Shirase si insospettisce. Hinata vuota il sacco alle sue amiche che la comprendono e la rassicurano. Infine, Shirase e Kimari affrontano le ex-compagne di Hinata accusandole di invidia. Ora tutte e quattro possono scacciare i brutti pensieri dell'anno ormai finito colpendo il barile, come da tradizione. |                  |         |
| 12 | Un posto più lontano dell'universo 「宇宙よりも遠い場所」 - Sora yori mo tōi basho | 20 marzo 2018    |         |
| 12 | Per Shirase è arrivato il momento di andare nel posto dove sua madre è scomparsa, ma la scelta se andarci o no non è facile. Kimari è felice di poter salire su un gatto delle nevi e nella notte ringrazia Shirase per averla condotta fino a lì. Shirase riconosce di aver trovato delle amiche fantastiche, capaci di seguirla fino nel posto più lontano dell'universo, e vorrebbe raccontarlo alla sua mamma. Nel rifugio dove Takako ha alloggiato le ragazze trovano il suo computer portatile con una foto di madre e figlia, e lo consegnano a Shirase. La ragazza lo accende, indovina la password (la sua data di nascita) e trova tutte le e-mail che le aveva spedito ancora da leggere. Finalmente ha raggiunto la sua meta ma adesso non sa più che cosa fare.                                                                                    |                  |         |
| 13 | Di sicuro partiremo per un altro viaggio 「きっとまた旅に出る」 - Kitto mata tabi ni deru | 27 marzo 2018    |         |
| 13 | L'estate è quasi finita e le ragazze devono fare ritorno a casa. Kimari vorrebbe restare ancora ma non è possibile. Passano il loro ultimi giorno in Antartide in tranquillità, meditando sulla loro crescita personale, e organizzano una partita a baseball assieme a tutti gli altri membri della spedizione. Alla fine della giornata il comandante Gin ringrazia tutto l'equipaggio e, in special modo, le ragazze delle superiori che li hanno rallegrati e sostenuti. Prima di partire, Shirase lascia a Gin il pc della madre, e nel rifugio abbandona i suoi risparmi, con il desiderio che il ricordo di Takako possa rimanere sempre lì. Nella nave, le ragazze possono finalmente concludere il viaggio sotto una bellissima aurora australe, che avevano sempre sognato di vedere. Giunte in Giappone, Mari riceve una foto di Megumi in Antartide. |                  |         |